# Euryolpium agniae
Euryolpium agniae es una especie de arácnido del orden Pseudoscorpionida de la familia Olpiidae.

## Distribución geográfica
Se encuentra en China y Vietnam.